# أتراك صربيا
الأتراك في صربيا أو الصربُ الأتراك هم الشعب التركي النسب الموجود في صربيا. عاش الأتراك على هذه الأرض منذ العهد العثماني. الأقلية التركية تقليديا يعيشون في المناطق الحضرية من صربيا، ومع ذلك في عام 1830 عندما مُنحت إمارة صربيا الحكم الذاتي، العديد من أتراك المهجر "muhacirs" (اللاجئين) هاجروا إلى تركيا وبحلول عام 1862م فإن أغلب الأتراك تركوا صربيا الوسطى، بما في ذلك من 3000 من بلغراد. وفقا لتعداد عام 2011 فإن (647) من السكان أعلنوا أنفسهم من الأتراك، على الرغم من أن هذا لا يشمل الأقلية التركية في كوسوفو.